# Hrafngrímr
 (septembre 2021).
Hrafngrímr est un groupe français de folk, originaire de Paris et Metz. Il est formé en 2020 par Mattjö Haussy (ex-Skáld) avec Voron et Mostefa Elkamal. Au début de 2024, le groupe compte 12 singles, 1 EP et un album intitulé Niflheims Auga.
Le style musical singulier du groupe est appelé « nü nordic ». Le groupe propose des textes contemporains dans la langue des vikings accompagnés d'une musique contemporaine et immersive à l’aide d'instruments traditionnels et actuels.

## Origines du nom
Hrafngrímr se traduit du vieux norrois par « Celui qui porte le masque du corbeau », et offre une vision critique du monde contemporain. L’approche artistique de Hrafngrímr est fidèle aux origines des différents membres du groupe, qui viennent tous de la scène rock ou heavy metal.

## Histoire

### Débuts (2020–2023)

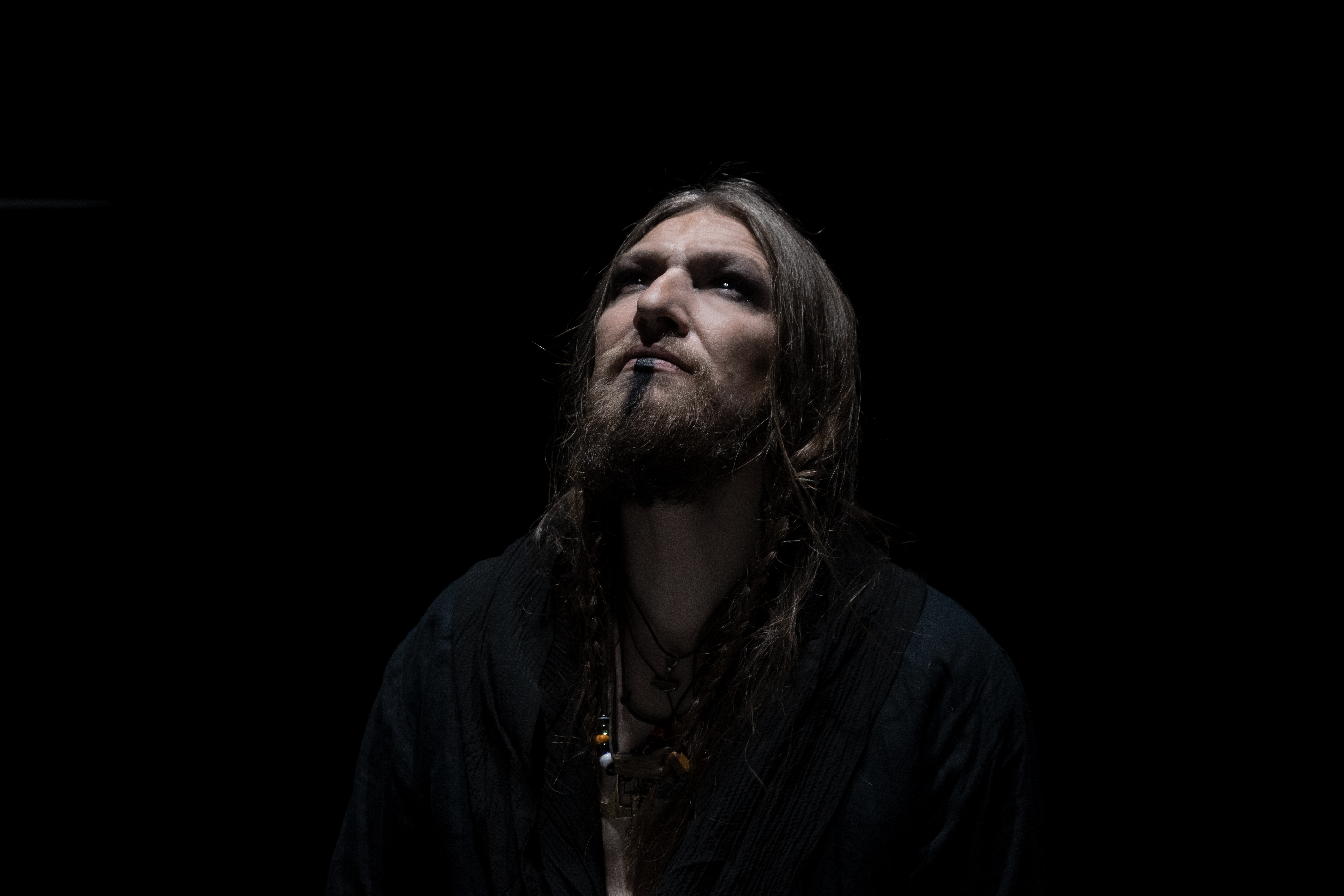
Mattjö Haussy.

Hrafngrímr est à l'origine un collectif d'artistes. Mattjö Haussy forme Hrafngrímr en 2020 après son départ du groupe Skáld et fait appel à Voron, son camarade de Madonagun, et à Mostefa Elkamal, guitariste du groupe Arkan, originaire d'Alger, qu'il connaît depuis de nombreuses années. 
Le groupe sort son premier single Sextándi le 15 mars 2020. Les premiers textes sont puisés dans Hávamál, un poème didactique de l'Edda poétique. Mattjö Haussy écrit par la suite ses propres poèmes, en utilisant des kenningar, qui sont ensuite traduits par Jules Piet, un jeune spécialiste des langues scandinaves médiévales. Le deuxième single, Rúnir, sorti le 14 avril 2020, propulse le groupe vers le Hellfest, avec près de 200 000 streams en moins d'un an. En 2021, le collectif sort 9 titres mais s'arrête lorsque Michael Kadi, l'un des membres, succombe à la Covid-19 le 2 avril 2021. Le titre Blót, sorti le 12 mai 2021, est publié en hommage à leur camarade décédé.
À cause de la pandémie de Covid-19, plusieurs festivals, dont le Hellfest, sont annulés. Cependant, le groupe participe à des concerts enregistrés à huis clos, où ils interprètent notamment Vinátta, Þrír Hrafnar et Rúnir. En 2021, leur performance est diffusée le 18 juin. Après deux ans d'expérimentations et de collaborations, Hrafngrímr passe du statut de collectif à celui de groupe permanent. En août 2023, à la suite d'un désaccord artistique, Voron et Galya quittent le groupe, deux semaines avant le festival Motocultor. Mattjö fait alors appel à Arnaud « Hindrik » Stefanakis et Olivier « Nesh » Sans pour les remplacer.

### Niflheims Auga(depuis 2024)
En 2024, Hrafngrímr sort son premier album, Niflheims Auga, qui présente un duo vocal entre la voix rock de Christine Roche et le chant guttural de Mattjö Haussy. L'album, inspiré par la mythologie nordique, est décrit comme un voyage spirituel dans les neufs mondes de la cosmologie viking.
Le groupe fait un passage remarqué au Hellfest le samedi 29 juin 2024 et joue devant près de 15000 personnes et pour la première fois les titres Níu Bylgjur, Allt til Valhallar dura, et Skugga qui figurent sur l'album. Pour Mattjö Haussy, c'est la troisièmre fois qu'il chante sur la scène temple du Hellfest. La première fois en 2018 avec le groupe Heilung et en 2019 avec Skáld.

## Style musical
Le style musical du groupe, appelé « nü nordic », est qualifié de folk nordique par la presse spécialisée. Le répertoire s'inspire initialement de l'Edda poétique (notamment du Hávamál), mais à partir du single ÞRÍR HRAFNAR, les paroles explorent des thèmes plus contemporains, en lien avec les valeurs et l’histoire moderne . 
La particularité de Hrafngrímr est l’usage de poèmes en vieux norrois, co-écrits ou traduits par Jules Piet, en complément d'instruments traditionnels et d'une approche contemporaine de la musique néofolk.

## Membres

### Membres actuels
- Mattjö Haussy – chant
- Mostefa Elkamal – guitare
- Christine Roche – chant
- Nicolas Derolin – violon
- Sam – danse
- Clara –  Danse
- Arnaud « Hindrik » Stefanakis – lyre
- Olivier « Nesh » Sans – bouzouki

### Anciens membres
- Voron – inuk
- Galya – claviers
- Michael Kadi – chant
- Eve Brechenmacher – harpe
- Barbara Mutel – chant
- Anne-Sophie Remy – chant
- Tim – bouzouki
- Nea Dýr – chant
- Hermance « Ysambre » Ciancia – sanse
- Lucas Magdalena – tagelharpa
- Jaufré Darroux – harpe

## Discographie
(17 octobre 2024).
| Date              | Titre                   | Production         | Notes                     |
| ----------------- | ----------------------- | ------------------ | ------------------------- |
| 15 mars 2020      | Sextándi                | Heiðrún Production |                           |
| 14 avril 2020     | RÚNIR                   | Heiðrún Production |                           |
| 3 mai 2020        | DÓMR                    | Heiðrún Production |                           |
| 16 juin 2020      | Öl!                     | Heiðrún Production |                           |
| 30 septembre 2020 | VINÁTTA                 | Heiðrún Production |                           |
| 13 octobre 2020   | FJÖRBANN                | Heiðrún Production | En hommage à Serge Haussy |
| 1er décembre 2020 | ÓVINR                   | Heiðrún Production |                           |
| 20 décembre 2020  | ÞRÍR HRAFNAR            | Heiðrún Production |                           |
| 25 janvier 2021   | Fylgja                  | Heiðrún Production |                           |
| 12 mai 2021       | BLÓT                    | Heiðrún Production | En hommage à Michael Kadi |
| 30 septembre 2021 | Einherjar               | Heiðrún Production |                           |
| 19 août 2022      | HÓLMGANGA (EP)          | Heiðrún Production | Premier EP                |
| 21 juin 2023      | KÖLLUM MIDGARDS VAETTIR | Heiðrún Production | (feat. Nytt Land)         |
| 26 octobre 2023   | EIRIK                   | Heiðrún Production | Hommage à Erik Satie      |
| 2024              | Niflheims Auga (album)  | Heiðrún Production | Premier album studio      |